# Martin Larsson (manusförfattare)
Martin Larsson, född 1974 i Lund, är en svensk regissör och manusförfattare verksam inom film- och TV-branschen. 
Han har även producerat konsertfilmer för Sveriges Television.
Larsson är utbildad vid Skurups Folkhögskolas skrivarlinje, IHTV:s Manuslinje samt dramatikeritbildningen vid Teaterhögskolan.

## TV-serier
- 2001 – Sjätte dagen (TV-serie)
- 2002 – Familjen (TV-serie)
- 2009 – Stormen (TV-serie)
- 2010 – Starke man (TV-serie) (även 2011)
- 2014 – Min kompis Dudo! (TV-serie)
- 2023 – Hålla samman (TV-serie)

## Kort- och novellfilmer
- Emma i 1B 2015
- Sköterskan (Novellfilm) 2014
- Pappersvärld - Samproducent (Manus och regi Jöns Mellgren) 2014
- Special day - Manus (Regi Nicolas Kolovos) 2012
- Johns rum 2011
- Thomas rum 2010 - Manus (Regi Nicolas Kolovos)
- Peters rum 2010 - Producent och manus (Regi Nicolas Kolovos)
- Jag är bög 2008 - Samproducent (Manus och regi Nicolas Kolovos)
- Angående Ove Hallins Kvartet 2006
- Samtal 2005
- Detta hände i Lund 2003
- Nina, Frans och Annika (Novellfilm) 2002
- Syrenernas tid (Novellfilm) 2001
- Följa 2001
- Man kan leda en oxe... 2001
- Vi behöver ingen Yoko Ono 2000
- Som Ginger Baker 2000
- Pierre Robert, älskling 1999

## Konsertfilmer/Musikdokumentärer
- Maher och Sousou Cissoko 2010
- Huaröds kammarorkester med Farmers Market 2010
- Sofi Hellborg, Timbuktu och Tony Allen på Mejeriet i Lund 2006
- Right here, right now - Två kvällar på Palladium 2005

## Priser och utmärkelser
- Malmö Stads Kulturstipendium 2001
- Föreningen Nordens stipendium för särskild författartalang 2007